# Strigova, Kozarska Dubica
Strigova je naselje v občini Kozarska Dubica, Bosna in Hercegovina. 

## Deli naselja
Ankića Brdo, Banjci, Dračanica, Đukića Dolina, Kutlić, Lukaći, Pavetića Potok, Redak, Sadžaci, Slatina, Strigova, Tadići, Tubića Brdo in Varoš. 

## Prebivalstvo
| Pregled števila prebivalcev po letih | Pregled števila prebivalcev po letih | Pregled števila prebivalcev po letih | Pregled števila prebivalcev po letih | Pregled števila prebivalcev po letih | Pregled števila prebivalcev po letih |
| ------------------------------------ | ------------------------------------ | ------------------------------------ | ------------------------------------ | ------------------------------------ | ------------------------------------ |
| 1948                                 | 1953                                 | 1961                                 | 1971                                 | 1981                                 | 1991                                 |
| -                                    | -                                    | -                                    | 647                                  | 525                                  | 354                                  |

| Narodna sestava prebivalstva po letih                                                                                       | Narodna sestava prebivalstva po letih                                                                                       | Narodna sestava prebivalstva po letih                                                                                      |
| --- | --- | --- |
| 1971 | 1981 | 1991 |
| . skupaj: 647 Srbi 624 (96,44 %) Hrvati 0 (0,00 %) Muslimani 0 (0,00 %) Jugoslovani 23 (3,55 %) drugi in neznano 0 (0,00 %) | . skupaj: 525 Srbi 491 (93,52 %) Hrvati 2 (0,38 %) Muslimani 0 (0,00 %) Jugoslovani 28 (5,33 %) drugi in neznano 4 (0,76 %) | . skupaj: 354 Srbi 351 (99,15 %) Hrvati 0 (0,00 %) Muslimani 0 (0,00 %) Jugoslovani 0 (0,00 %) drugi in neznano 3 (0,84 %) |